# Sandefjord TIF
Sandefjord TIF är en handbollsklubb från Sandefjord i Norge. Lokalrivalen är IL Runar (Runar Håndball), från samma stad.